# Gimnastyka na Letnich Igrzyskach Olimpijskich 1976
Wyniki zawodów gimnastycznych, które odbyły się podczas Letnich Igrzysk Olimpijskich 1976 w Montrealu.

## Medaliści

### Mężczyźni
| Konkurencja            |                   |                    |                                   |
| ---------------------- | ----------------- | ------------------ | --------------------------------- |
| Wielobój indywidualnie | Nikołaj Andrianow | Sawao Katō         | Mitsuo Tsukahara                  |
| Wielobój drużynowo     | Japonia           | ZSRR               | Niemcy                            |
| Ćwiczenia wolne        | Nikołaj Andrianow | Władimir Marczenko | Peter Kormann                     |
| Skok                   | Nikołaj Andrianow | Mitsuo Tsukahara   | Hiroshi Kajiyama                  |
| Poręcz                 | Sawao Katō        | Nikołaj Andrianow  | Mitsuo Tsukahara                  |
| Drążek                 | Mitsuo Tsukahara  | Eizō Kenmotsu      | Henri Boërio Eberhard Gienger     |
| Kółka                  | Nikołaj Andrianow | Aleksandr Ditiatin | Dan Grecu                         |
| Koń z łękami           | Zoltán Magyar     | Eizō Kenmotsu      | Nikołaj Andrianow Michael Nikolay |

### Kobiety
| Konkurencja            |                |                                    |                     |
| ---------------------- | -------------- | ---------------------------------- | ------------------- |
| Wielobój indywidualnie | Nadia Comăneci | Nelli Kim                          | Ludmiła Turiszczewa |
| Wielobój drużynowo     | ZSRR           | Rumunia                            | NRD                 |
| Ćwiczenia wolne        | Nelli Kim      | Ludmiła Turiszczewa                | Nadia Comăneci      |
| Skok                   | Nelli Kim      | Carola Dombeck Ludmiła Turiszczewa | –                   |
| Poręcz                 | Nadia Comăneci | Teodora Ungureanu                  | Márta Egervári      |
| Równoważnia            | Nadia Comăneci | Olga Korbut                        | Teodora Ungureanu   |

## Klasyfikacja medalowa
| Klasyfikacja medalowa | Klasyfikacja medalowa | Klasyfikacja medalowa | Klasyfikacja medalowa | Klasyfikacja medalowa | Klasyfikacja medalowa |
| --------------------- | --------------------- | --------------------- | --------------------- | --------------------- | --------------------- |
| Miejsce               | Reprezentacja         | Złoto                 | Srebro                | Brąz                  | Razem                 |
| 1.                    | ZSRR                  | 7                     | 8                     | 2                     | 17                    |
| 2.                    | Japonia               | 3                     | 4                     | 3                     | 10                    |
| 3.                    | Rumunia               | 3                     | 2                     | 2                     | 7                     |
| 4.                    | Węgry                 | 1                     | 0                     | 1                     | 2                     |
| 5.                    | NRD                   | 0                     | 1                     | 3                     | 4                     |
| 6.                    | Stany Zjednoczone     | 0                     | 0                     | 1                     | 1                     |
| 6.                    | Francja               | 0                     | 0                     | 1                     | 1                     |
| 6.                    | RFN                   | 0                     | 0                     | 1                     | 1                     |